# WWVA Jamboree
De (The) WWVA Jamboree (later Jamboree U.S.A.), is een Amerikaans radioprogramma met countrymuziek (aanvankelijk nog hillbilly) en entertainment dat sinds 1933 uitzendt. Sinds 2005 heet het Wheeling Jamboree en worden niet alle optredens nog via de radio uitgezonden.

## Geschiedenis
WWVA Radio wilde in 1932 een nieuw radioprogramma voor de luisteraars op de zaterdag. De naam The WWVA Jamboree werd bedacht om een luchtig entertainmentkarakter aan te geven (jamboree is vertaald: pretmakerij, fuif). Het programma wordt opgenomen in Wheeling, West Virginia.
Het wordt wel als eeuwige tweede beschouwd, omdat het altijd de concurrentie van het televisieprogramma Grand Ole Opry voor zich moest dulden. Het heeft niettemin in het midden van de 20e eeuw de opkomst van de televisie weten te doorstaan.
Het eerste programma werd op 7 januari 1933 uitgezonden met een reeks aan entertainers uit die tijd, veelal afkomstig uit de in die tijd gangbare minstrel shows en medicine shows. Artiesten die in de eerste decennia optraden, waren bijvoorbeeld Lew Childre sr. en Ramblin' Tommy Scott. De muziekstijl was aanvankelijk hillbilly en ontwikkelde zich in de loop van jaren met de countrymuziek mee.
Het programma kende sinds het begin veel luisteraars en al op 1 april van hetzelfde jaar moest het worden verplaatst naar het Capitol Theatre. Ook die zaal was bij de eerste show uitverkocht, waardoor er geen plaats meer was voor de 3266 bezoekers die buiten stonden te wachten. Kort daarna werd het daarom opnieuw verplaatst, nu naar het Wheeling Market Auditorium.
Toen de benzine tijdens de Tweede Wereldoorlog werd gerantsoeneerd, werd het programma van 15 december 1942 tot 13 juli 1946 niet meer live opgenomen, maar vanuit de studio voortgezet. Hierna gingen de shows verder in het Virginia Theatre, vanaf 1962 in het Rex Theater, vanaf 1966 in het Wheeling Island Exhibition Center en sinds 1969 in het Capitol Theater dat later werd hernoemd naar Capitol Music Hall.
Het programma kende in de loop van de geschiedenis meerdere namen, zoals ook Jamboree U.S.A. Sinds 2005 heet het Wheeling Jamboree en wordt er opgenomen in verschillende gelegenheden in de stad. Sindsdien wordt het echter niet altijd meer uitgezonden via de radio.